# Chandili
Chandili è una suddivisione dell'India, classificata come census town, di 18.688 abitanti, situata nel distretto di Rayagada, nello stato federato dell'Orissa. In base al numero di abitanti la città rientra nella classe IV (da 10.000 a 19.999 persone).

## Geografia fisica
La città è situata a 19° 16' 15 N e 83° 25' 12 E.

## Società

### Evoluzione demografica
Al censimento del 2001 la popolazione di Chandili assommava a 18.688 persone, delle quali 9.537 maschi e 9.151 femmine. I bambini di età inferiore o uguale ai sei anni assommavano a 2.251, dei quali 1.191 maschi e 1.060 femmine. Infine, coloro che erano in grado di saper almeno leggere e scrivere erano 12.259, dei quali 7.098 maschi e 5.161 femmine.